# Aldershot Garrison

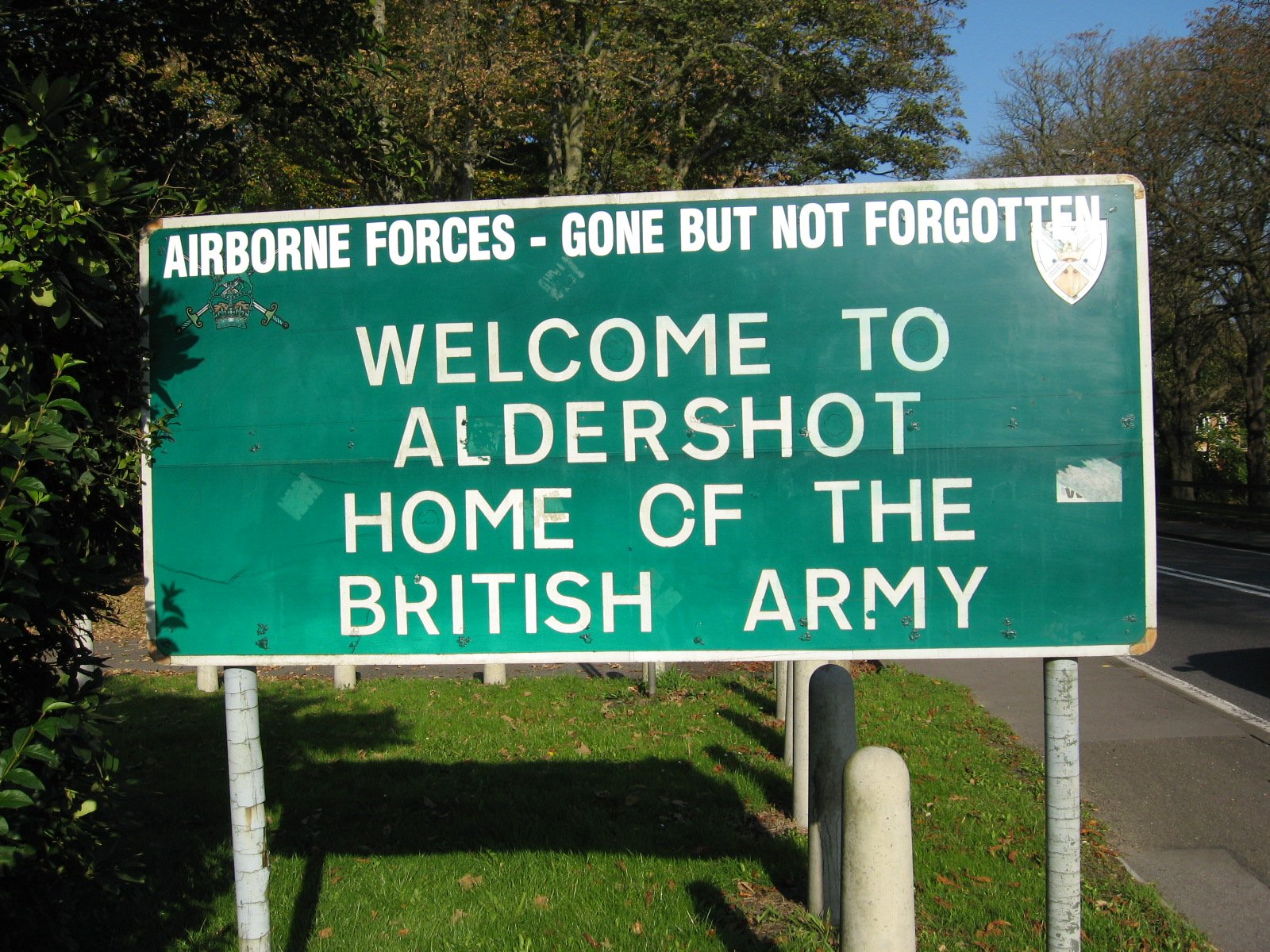
Señal que da la bienvenida a Aldershot.

Aldershot Garrison (en español: Fuerte Aldershot), también conocido como Aldershot Military Town (Ciudad militar de Aldershot), es una importante guarnición del Ejército británico ubicada en el sur de Inglaterra. 
Fue fundada en 1854 y durante mucho tiempo se ha considerado como el «Hogar del Ejército británico». La guarnición se estableció cuando el departamento de guerra compró una gran extensión de tierra cerca de la aldea de Aldershot con el objetivo de establecer un campamento de formación permanente para el Ejército Británico. Con el tiempo, este campamento se convirtió en una ciudad militar y sigue siendo utilizada por el ejército hasta el día de hoy. La guarnición alberga alrededor de 70 organizaciones y unidades militares. Se ubica entre Aldershot y Farnborough en Hampshire.
La guarnición fue el sitio de uno de los peores ataques continentales del IRA en 1972, cuando un coche bomba fue detonado fuera del comedor de la sede de la 16.ª Brigada de Paracaidistas. El IRA Oficial reclamó la responsabilidad y afirmó que el ataque fue en venganza por los tiroteos en Derry que fueron conocidos como el Domingo Sangriento. Al momento del ataque la guarnición estaba totalmente abierta. Tras el ataque, el ejército tomó medidas para asegurar la guarnición y erigió cercas de seguridad alrededor de la mayoría de los cuarteles e introdujo patrullas armadas. El área de la guarnición cubre aproximadamente 500 hectáreas y tiene una población total de aproximadamente 10 500. Adyacente a la ciudad militar hay una zona de 2700 hectáreas, que es un área de entrenamiento militar abierto.